# Reno (Texas, Parker megye)
Reno város az USA Texas államában, Parker és Tarrant megyében. Lakosainak száma 2878 fő (2020. április 1.).

## Népesség
A település népességének változása:

| 2010 | 2 494 |
| 2020 | 2 878 |